# Avahi meridionalis
Avahi meridionalis är en primat i släktet ullmakier som förekommer i en mindre region på sydöstra Madagaskar.
Individerna blir 23 till 29 cm långa (huvud och bål), har en 30 till 33 cm lång svans och väger 950 till 1400 g. De har brun päls på ryggen som blir ljusare fram till sidorna och undersidan är grå. Arten har en rödbrun svans med mörk spets. Huvudet kännetecknas av krämfärgade ringar kring ögonen och ett ljusgrått skägg.
Denna ullmaki vistas i regnskogar i låglandet. Den är aktiv på natten och klättrar främst i växtligheten. En hane och en hona bildar ett par som har ett 2,5 till 3,5 hektar stort revir. De föredrar unga blad men äter även äldre blad. I bladen kan det finnas tannin.
Hotet mot beståndet utgörs främst av skogsavverkningar. Arten förekommer i Andohahela nationalparken och i mindre skyddszoner men populationen minskar fortfarande. IUCN listar Avahi meridionalis som starkt hotad (endangered).